# Ринс, Алекс
Алекс Ринс Наварро (исп. Álex Rins Navarro; род. 8 декабря 1995, Барселона, Испания) — испанский мотогонщик, участник чемпионата мира по шоссейно-кольцевых мотогонок MotoGP. Вице-чемпион мира в классах Moto3 (2013) и Moto2 (2015). В сезоне 2016 выступал в классе Moto2 за команду «Paginas Amarillas HP 40» под номером 40.

## Биография
Алекс Ринс дебютировал в чемпионате мира по шоссейно-кольцевым мотогонкам серии MotoGP в сезоне-2012 вместе с командой «Estrella Galicia 0,0», которая является известной кузницей чемпионов. Он получил в свое распоряжение мотоцикл, построенный швейцарским ателье Suter Racing Technology на базе Honda. В своей второй гонке, на Гран-При Испании-2012, Алекс завоевал дебютный поул в карьере, хотя в гонке финишировал четвёртым. На Гран-При Франции-2012 он впервые приехал на подиум, финишировав третьим. В целом в течение сезона Алекс выступал достаточно ровно, в большинстве гонок финишировав в лучшей десятке. Это позволило ему занять высокое 5-е место в общем зачете и получить награду «Новичка года» (англ. Rookie of the Year).
В следующем сезоне он продолжил выступления в «Estrella Galicia 0,0». Команда предоставила ему конкурентный мотоцикл KTM RC250GP, который позволил Алексу бороться за самые высокие места в каждой гонке. Уже с первых гонок сезона очертилась группа претендентов на чемпионскую корону в составе Ринса, Маверика Виньялеса и Луи Салома. Гонщики поочередно одерживали победы, подойдя к последней гонки с разрывом лишь в 5 очков в общем зачете. Каждый из них имел шанс стать чемпионом. Сильнее оказался Виньялес, который победил в гонке и стал чемпионом, Ринс же довольствовался третьим местом в гонке и 2-м в общем зачете.
На сезон 2014 Алекс остался в составе команды «Estrella Galicia 0,0», хотя его основные соперники по прошлому сезону, Виньялес и Салом перешли к «среднему» классу. Команда снова сменила поставщика мотоциклов, на этот раз на Honda. Мотоцикл Honda NSF250RW стал более конкурентным в сравнении с предыдущими годами, однако Алексу понадобилось некоторое время для адаптации к нему. В первых гонках он, хоть и боролся за победу, однако останавливался в нескольких позициях от подиума. Первая победа пришла к нему на 12-й гонке сезона в Великобритании. К этому времени он, благодаря стабильности результатов, сумел закрепиться на 3-м месте в общем зачете. Добавив в свой актив ещё одну победу в Сан Марино, Ринс финишировал третьим в общем зачете, уступив коллеге по команде Алексу Маркесу и Джеку Миллеру из «Red Bull KTM Ajo».
Два успешных сезона привлекли к Алексу внимание менеджеров команд высших классов, в результате чего на сезон 2015 Алекс присоединился к команде Сито Понса «Paginas Amarillas HP 40» для выступлений в классе Moto2. И уже дебютный сезон стал успешным для Ринса: одержав две победы в Индианаполисе и Австралии) и всего 10 подиумов в 18 гонках, он стал вице-чемпионом мира и «Новичком года».